# Rumpsjön, Värmland
Rumpsjön är en sjö i Hagfors kommun i Värmland och ingår i Göta älvs huvudavrinningsområde. Sjön har en area på 0,292 kvadratkilometer och ligger 388,6 meter över havet. Sjön avvattnas av vattendraget Knoälven (Musån). Vid provfiske har abborre och gädda fångats i sjön.

## Delavrinningsområde
Rumpsjön ingår i delavrinningsområde (669607-137867) som SMHI kallar för Ovan Kvarnälven. Medelhöjden är 386 meter över havet och ytan är 35,44 kvadratkilometer. Det finns inga avrinningsområden uppströms utan avrinningsområdet är högsta punkten. Knoälven (Musån) som avvattnar avrinningsområdet har biflödesordning 3, vilket innebär att vattnet flödar genom totalt 3 vattendrag innan det når havet efter 400 kilometer. Avrinningsområdet består mestadels av skog (74 procent) och sankmarker (20 procent). Avrinningsområdet har 0,29 kvadratkilometer vattenytor vilket ger det en sjöprocent på 0,8 procent.